# 大原樹理
大原 樹理（おおはら じゅり、1990年11月2日 - ）は日本の男性総合格闘家。東京都中野区出身。KIBAマーシャルアーツクラブ所属。元DEEPライト級王者。第3代BLACK COMBATライト級王者。BLACK COMBAT史上初の日本人王者。

## 来歴
2009年10月17日、パンクラスでプロデビュー。草柳茂明と対戦し、時間切れ引き分けとなった。
2009年12月27日のDEEPフューチャーキングトーナメントを経て2010年よりDEEPに出場。以後DEEPを主戦場にする。
2019年9月8日、DEEP 91 IMPACTで岡村幸範との再戦が組まれ勝利を収め、ライト級王者・武田光司へのタイトル挑戦権を得た。同年10月22日、DEEP 92 IMPACTでの武田との対戦では2Rに武田のローブローで大原が試合続行不可能となり、0-3の負傷判定負けで王座獲得に失敗した。同年12月15日にダイレクトリマッチを行い、アームロックによる一本負けを喫した。
2020年9月27日、RIZINに初出場となったRIZIN.24で矢地祐介と対戦。パウンドで矢地を流血させるなどして2-1の判定勝利を収めた。
2021年2月21日、DEEP 100 IMPACTで北岡悟と対戦。1Rに左ストレートのカウンターでダウンした北岡にサッカーボールキック、踏みつけ、パウンド連打と追撃し、TKO勝ちを収めた。
2021年7月4日、 DEEP 102 IMPACTのDEEPライト級暫定王座決定戦で大木良太と対戦するも、3Rに大木のローブローにより大原が試合続行不可能となり、大原が5-0の負傷判定勝ちを収め暫定王座を獲得した。
2022年3月14日、DEEP正規王者の武田光司の王座返上に伴い、大原が暫定王者から正規王者に認定された。
2022年7月10日、DEEP 108 IMPACTのDEEPライト級タイトルマッチで挑戦者の石塚雄馬と対戦し、サッカーボールキックによるKO勝ちを収め、王座の初防衛に成功した。
2022年9月25日、RIZIN.38でルイス・グスタボと対戦し、1Rに左右フックの連打を浴びてダウンし、パウンドによるTKO負けを喫した。
2023年2月4日、韓国・スウォンで行われたBlack Combat 5: Song of the SwordのDEEP×BLACK COMBAT対抗戦・次鋒戦でユン・ダウォンと対戦し、1Rに膝蹴りでダウンを奪った後サッカーボールキックでKO勝ちを収めた。
2023年5月7日、DEEP 113 IMPACTのDEEPライト級タイトルマッチで挑戦者の上迫博仁と対戦し、3-2の判定勝ちを収め、2度目の王座防衛に成功した。
2023年9月18日、DEEP 115 IMPACT～DEEP vs BLACK COMBAT～のDEEP&BLACK COMBATライト級ダブルタイトルマッチでBLACK COMBATライト級王者のイ・ソンハと対戦し、1Rにスロエフストレッチの一本負けを喫し、王座から陥落した。
2024年9月28日、韓国・ソウルで行われたBlack Combat 12: The Return of the KingsのBLACK COMBATライト級タイトルマッチで王者のイ・ソンハと1年ぶりに再戦し、2Rでニンジャチョークによる一本勝ちを収め雪辱を果たすと共に前回の対戦でDEEP王座陥落と引き換えに一度は失敗したBLACK COMBAT王座獲得に成功し、BLACK COMBAT史上初の韓国人以外かつ日本人初の王座戴冠となった。
2024年12月28日、Black Combat 13のBLACK COMBATライト級タイトルマッチでムン・ギボムと対戦し、1Rにムンの蹴りと膝蹴り、3Rに左インローキックがローブローとなり0-3の判定負けで初防衛に失敗、王座から陥落した
。

## 人物
- 自分のことを覚えてもらうために新人時代は髪色を赤く染めている。
- 同じく総合格闘家のオーロラ☆ユーキは実兄にあたる[14]。
- 趣味は釣りで、自身のYoutubeチャンネルでは仲間との釣りの動画も投稿している。

## 戦績

### プロ総合格闘技
| 総合格闘技 戦績 | 総合格闘技 戦績 | 総合格闘技 戦績 | 総合格闘技 戦績 | 総合格闘技 戦績 | 総合格闘技 戦績 | 総合格闘技 戦績 |
| --------------- | --------------- | --------------- | --------------- | --------------- | --------------- | --------------- |
| 61 試合         | (T)KO           | 一本            | 判定            | その他          | 引き分け        | 無効試合        |
| 36 勝           | 19              | 2               | 12              | 3               | 2               | 2               |
| 21 敗           | 4               | 4               | 13              | 0               | 2               | 2               |

| 勝敗 | 対戦相手                 | 試合結果                                          | 大会名                                                                                    | 開催年月日     |
| －   | ジョニー・ケース         | ノーコンテスト（ケースの体重超過）                | RIZIN WORLD SERIES in KOREA                                                               | 2025年5月31日  |
| ×    | ムン・ギボム             | 5分3R終了 判定0-3                                 | Black Combat 13 【BLACK COMBATライト級タイトルマッチ】                                    | 2024年12月28日 |
| ○    | イ・ソンハ               | 2R 4:16 ニンジャチョーク                          | Black Combat 12: The Return of the Kings 【BLACK COMBATライト級タイトルマッチ】           | 2024年9月28日  |
| ○    | パク・ジョンホン         | 5分3R＋延長R終了 判定3-0                          | Black Combat Rise 02                                                                      | 2024年4月20日  |
| ×    | ファン・ドユン           | 1R 2:03 KO（右アッパー）                          | Black Combat 10: Night In Seoul                                                           | 2024年1月20日  |
| ○    | イ・ファンソン           | 2R 1:40 TKO（右前蹴り→サッカーボールキック）      | Black Combat 9: Old boys                                                                  | 2023年11月18日 |
| ×    | イ・ソンハ               | 2R 2:28 スロエフストレッチ                        | DEEP 115 IMPACT〜DEEP vs BLACK COMBAT〜 【DEEP&BLACK COMBATライト級ダブルタイトルマッチ】 | 2023年9月18日  |
| ○    | 上迫博仁                 | 5分3R終了 判定3-2                                 | DEEP 113 IMPACT 【DEEPライト級タイトルマッチ】                                            | 2023年5月7日   |
| ○    | ユン・ダウォン           | 1R 4:39 KO（膝蹴り→サッカーボールキック）         | Black Combat 5: Song of the Sword 【DEEP×BLACK COMBAT対抗戦】                             | 2023年2月4日   |
| ×    | ルイス・グスタボ         | 1R 1:23 TKO（スタンドパンチ連打→パウンド）        | RIZIN.38                                                                                  | 2022年9月25日  |
| ○    | 石塚雄馬                 | 1R 1:20 KO（右ストレート→サッカーボールキック）   | DEEP 108 IMPACT 【DEEPライト級タイトルマッチ】                                            | 2022年7月10日  |
| ○    | アキラ                   | 5分3R終了 判定2-1                                 | RIZIN.34                                                                                  | 2022年3月20日  |
| ○    | 渡慶次幸平               | 1R 1:16 TKO（グラウンドパンチ）                   | RIZIN.32                                                                                  | 2021年11月20日 |
| ○    | 小金翔                   | 5分3R終了 判定2-1                                 | DEEP 103 IMPACT                                                                           | 2021年9月23日  |
| ○    | 大木良太                 | 3R 0:07 負傷判定5-0                               | DEEP 102 IMPACT 【DEEPライト級暫定王座決定戦】                                            | 2021年7月4日   |
| ○    | 北岡悟                   | 1R 4:43 KO（踏みつけ→パウンド）                   | DEEP 100 IMPACT～20th Anniversary～                                                       | 2021年2月21日  |
| ○    | 矢地祐介                 | 5分3R終了 判定2-1                                 | RIZIN.24                                                                                  | 2020年9月27日  |
| ○    | 鈴木琢仁                 | 1R 0:57 TKO（蹴り上げ→パウンド）                  | DEEP 95 IMPACT                                                                            | 2020年8月23日  |
| ×    | 武田光司                 | 3R 4:40 アームロック                              | DEEP 93 IMPACT 【DEEPライト級タイトルマッチ】                                             | 2019年12月15日 |
| ×    | 武田光司                 | 2R 2:07 負傷判定0-3                               | DEEP 92 IMPACT 【DEEPライト級タイトルマッチ】                                             | 2019年10月22日 |
| ○    | 岡村幸範                 | 1R 1:02 KO（スタンドパンチ）                      | DEEP 91 IMPACT                                                                            | 2019年9月8日   |
| ×    | 宮崎直人                 | 5分2R終了 判定1-2                                 | DEEP 90 IMPACT                                                                            | 2019年6月29日  |
| ○    | 濱村健                   | 2R 4:54 TKO（パウンド連打）                       | DEEP 88 IMPACT                                                                            | 2019年3月9日   |
| ○    | 長倉立尚                 | 1R 2:02 TKO                                       | DEEP 87 IMPACT                                                                            | 2018年12月22日 |
| △    | 岡村幸範                 | 5分2R終了 判定1-0                                 | DEEP 86 IMPACT                                                                            | 2018年10月27日 |
| ×    | 武田光司                 | 5分2R終了 判定0-3                                 | DEEP 85 IMPACT                                                                            | 2018年8月26日  |
| ○    | 岸本篤史                 | 5分2R終了 判定3-0                                 | DEEP 84 IMPACT                                                                            | 2018年6月30日  |
| ×    | エドモンド金子           | 判定0-3                                           | GRACHAN 34 & BRAVE FIGHT 16                                                               | 2018年2月25日  |
| ×    | ガイ・デルモ             | 5分2R終了 判定0-2                                 | DEEP 81 IMPACT                                                                            | 2017年12月23日 |
| ○    | LUIZ                     | 5分2R終了 判定2-0                                 | DEEP 80 IMPACT                                                                            | 2017年10月21日 |
| －   | 横山恭典                 | 2R 2:45 無効試合（ローブロー）                    | PANCRASE 289                                                                              | 2017年8月20日  |
| ×    | 今成正和                 | 1R 0:23 ヒールホールド                            | DEEP 78 IMPACT                                                                            | 2017年3月18日  |
| ○    | 高橋憲次郎               | 1R 1:07 反則（グラウンド状態での膝蹴り）          | DEEP 77 & DEEP JEWELS 13                                                                  | 2016年8月27日  |
| ○    | ジン・テホ               | 判定3-0                                           | DEEP CAGE IMPACT 2016                                                                     | 2016年4月23日  |
| ○    | 高橋憲次郎               | 1R 5:00 反則（グラウンド状態での膝蹴り）          | DEEP 75 IMPACT                                                                            | 2016年2月27日  |
| ×    | 上迫博仁                 | 1R 1:57 TKO                                       | DEEP 73 IMPACT                                                                            | 2015年10月17日 |
| ×    | イ・グァンヒ             | 1R 3:55 TKO                                       | ROAD FIGHTING CHAMPIONSHIP 24                                                             | 2015年7月25日  |
| ×    | 横田一則                 | 5分2R終了 判定0-3                                 | FUNABASHI BOM-BA-YE                                                                       | 2015年5月9日   |
| ○    | 藤澤優作                 | 2R 1:40 TKO                                       | DEEP 71 IMPACT                                                                            | 2015年2月28日  |
| ○    | マテウス・イリエ・ネキオ | 1R 3:17 TKO                                       | DEEP 70 IMPACT                                                                            | 2014年12月21日 |
| ○    | 沼尻和之                 | 2R 2:07 TKO（レフェリーストップ：カットでの出血） | VTJ 6th                                                                                   | 2014年10月4日  |
| ×    | 岸本泰昭                 | 1R 3:09 腕ひしぎ十字固め                          | DEEP 68 IMPACT                                                                            | 2014年8月23日  |
| ×    | 岩瀬茂俊                 | 判定0-3                                           | DEEP 67 IMPACT                                                                            | 2014年6月22日  |
| ○    | 冨樫良介                 | 1R 0:14 KO                                        | DEEP 65 IMPACT                                                                            | 2014年3月22日  |
| △    | 田村ヒビキ               | 判定1-0                                           | DEEP CAGE IMPACT 2013                                                                     | 2013年11月24日 |
| ○    | 濱村健                   | 2R終了 判定3-0                                    | DEEP TOKYO IMPACT 2013 【ライト級GPリザーブマッチ】                                       | 2013年7月20日  |
| ○    | 福本よう一               | 判定2-1                                           | DEEP TOKYO IMPACT 2013 【ライト級GP二回戦】                                               | 2013年5月18日  |
| ○    | 田口公一                 | 2R 0:27 TKO                                       | DEEP TOKYO IMPACT 2013 【ライト級GP一回戦】                                               | 2013年3月10日  |
| ○    | ロクク・ダリ             | 判定3-0                                           | DEEP 60 IMPACT                                                                            | 2012年10月19日 |
| ○    | 大迫元喜                 | 1R 4:04 TKO                                       | DEEP TOKYO IMPACT 2012                                                                    | 2012年7月21日  |
| ×    | 川崎泰裕                 | 5分2R終了 判定1-2                                 | DEEP 58 IMPACT                                                                            | 2012年6月15日  |
| ○    | 川崎泰裕                 | 1R 2:36 反則（ローブロー）                        | DEEP CAGE IMPACT 2012                                                                     | 2012年4月7日   |
| ×    | 梶田高裕                 | 判定0-3                                           | DEEP 56 IMPACT                                                                            | 2011年12月16日 |
| ○    | LUIZ                     | 1R 4:27 TKO                                       | DEEP CAGE IMPACT 2011                                                                     | 2011年10月29日 |
| ○    | 近藤秀人                 | 2R 1:17 チョークスリーパー                        | CLUB DEEP DIANA 2                                                                         | 2011年8月21日  |
| ○    | 永瀬功                   | 5分2R終了 判定3-0                                 | DEEP TOKYO IMPACT 2011                                                                    | 2011年6月5日   |
| ○    | 森素道                   | 2R 0:27 TKO（グラウンドパンチ）                   | CLUB DEEP DIANA                                                                           | 2011年4月24日  |
| ×    | 小林裕                   | 5分2R終了 判定0-2                                 | DEEP TOKYO IMPACT 2011                                                                    | 2011年2月27日  |
| ×    | 近藤定男                 | 5分2R終了 判定0-3                                 | DEEP 51 IMPACT                                                                            | 2010年12月11日 |
| ○    | 小池秀信                 | 1R 3:15 TKO（パンチ）                             | CLUB DEEP 東京                                                                            | 2010年5月23日  |
| ○    | 安藤純                   | 1R 4:22 TKO（グラウンドパンチ）                   | CLUB DEEP 東京                                                                            | 2010年3月28日  |

### アマチュア総合格闘技
| 勝敗 | 対戦相手 | 試合結果                 | 大会名                                                                          | 開催年月日     |
| ×    | 植田豊   | 2R 0:47 腕ひしぎ十字固め | DEEPフューチャーキングトーナメント2009 【フューチャーキングトーナメント決勝】   | 2009年12月27日 |
| ○    | 橋本郁弥 | 1R 0:29 TKO              | DEEPフューチャーキングトーナメント2009 【フューチャーキングトーナメント準決勝】 | 2009年12月27日 |
| ○    | 野本一貴 | 1R 4:54 TKO              | DEEPフューチャーキングトーナメント2009 【フューチャーキングトーナメント一回戦】 | 2009年12月27日 |
| △    | 草柳茂明 | 2R終了 時間切れ          | Pancrase Changing Tour 5                                                        | 2009年10月17日 |

## 獲得タイトル
- DEEPライト級暫定王座（2021年）
- 第10代DEEPライト級王座（2022年）
- 第3代BLACK COMBATライト級王座（2024年）